# Zanguera
Zanguera ou Zangüera é como é chamado no Brasil uma reza de caboclo para se livrar de espíritos perseguidores.
Contam as histórias antigas que quando um cabra (designação nordestina para sertanejo, caatingueiro) estava jurado de morte matada (morte por encomenda), ele ia numa rezadeira e esta lhe rezava a Zanguera, na qual caso o matador tivesse sucesso, o espírito do morto persegui-lo-ia pelo resto da sua vida; para se livrar do espírito, o matador teria que depois de matar o cabra, saltar sobre o corpo do morto e rezar a Zanguera, que como toda reza que se preze é a reza e sua própria contra-reza.

## Exemplo
Uma história sobre a zanguera:
Certa feita no interior da Bahia, uma criança, ainda na tenra idade dos seus 5 anos, chama sua irmã mais velha e apontando para um homem que passava, disse:
"- Mana, por que aquele homem esta carregando outro nas costas?
Sua irmã, que mais sabia, apenas disse:
- Esquece menina que aquilo é Zanguera..."
Detalhe: o "carregado" estava pendurado nas costas do matador, de cabeça pra baixo, mordendo-lhe os calcanhares.